# Kidry
Kidrý (en ucraniano Кідри́) es un pueblo de Ucrania, constituido administrativamente como una pedanía del municipio rural de Kanónychi, en el raión de Varash de la óblast de Rivne. Tiene una población de 2.100 habitantes. Hasta 2020, Kidrý formaba por sí solo un consejo rural en el raión de Volodýmyrets.
Kidry basa su actividad económica en la agricultura, principalmente en el cultivo de pepinos, que permiten a la aldea asegurar cierta estabilidad económica. Existe en el poblado una escuela y 8 tiendas, siete de las cuales se dedican exclusivamente a la venta de alimentos.
El poblado se ubica a 340 kilómetros de Kiev, la capital del país. Existen dos iglesias: una ortodoxa y otra pentecostal.